# Abraxas nigrofasciata
Abraxas nigrofasciata är en fjärilsart som beskrevs av Rayner 1909. Abraxas nigrofasciata ingår i släktet Abraxas och familjen mätare. Inga underarter finns listade i Catalogue of Life.